# Film krótkometrażowy

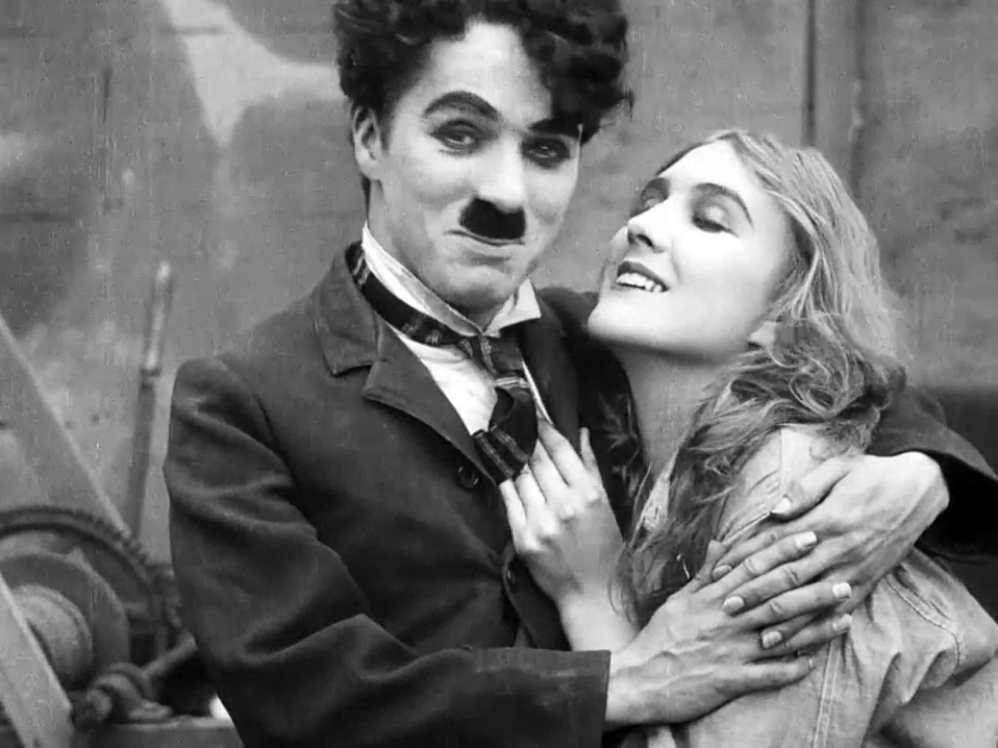
Kadr z filmu krótkometrażowego

Film krótkometrażowy – film, którego czas projekcji nie przekracza 30–60 minut. Granica ta nie jest ściśle określona. Niegdyś za filmy krótkometrażowe uznawano filmy o długości do 20–30 minut, co było związane z tym, że prezentowano je głównie jako dodatki do filmów długometrażowych w kinach. Obecnie filmy te są zazwyczaj prezentowane przez stacje telewizyjne, które preferują metraż zbliżony do pełnej godziny.
Granica 60 minut jest używana między innymi w czasie selekcji filmów podczas Krakowskiego Festiwalu Filmowego. Także International Documentary Filmfestival Amsterdam różnicuje filmy na trwające do 60 minut i powyżej tej długości. Z kolei Internationale Kurzfilmtage Oberhausen przyjmuje do selekcji filmy nie dłuższe niż 35 minut w konkursie międzynarodowym i nie dłuższe niż 45 minut w konkursie niemieckim. Natomiast Oscar dla najlepszego filmu krótkometrażowego jest przyznawany filmom trwającym nie dłużej niż 40 minut.
Jako filmy krótkometrażowe są realizowane zarówno filmy animowane, dokumentalne, eksperymentalne, jak i fabularne.
Pierwszym filmem krótkometrażowym była Scenka ogrodu z Roundhay (1888); obraz przedstawia rodzinę reżysera filmu, Louisa Aimé Augustina Le Prince'a. We Włoszech pierwszy film krótkometrażowy i zarazem fabularny pokazany szerszej publiczności nakręcił pionier kina Filoteo Alberini. Był to obraz historyczny La presa di Roma, którego premiera odbyła się 16 września 1905 roku.
W historii kina krótki metraż odegrał dużą rolę. Niskobudżetowe formy inspirowały bardziej znanych twórców i przesuwały granice przyzwoitości dopuszczalną w filmie. Ważne nazwiska związane z powstawaniem filmów krótkometrażowych pochodzą przede wszystkim ze środowiska amerykańskiego undegroundu działającego głównie w latach 60. i znanego amerykańskiej opinii publicznej ze swych skandalicznych produkcji, m.in. (w chronologicznym porządku):
- Meshes of the Afternoon (1943) – Maya Deren i Alexander Hammid
- Dog Star Man: Part I (1962) – Stan Brakhage
- Blonde Cobra (1963) – Ken Jacobs
- Eat (1963) – Andy Warhol
- Scorpio Rising (1964) – Kenneth Anger
- Hold Me While I’m Naked (1967) – George Kuchar
- Report (1967) – Bruce Conner

Ważną rolę także odgrywała francuska scena niezależna, tytuły:
- À propos de Nice (1930) – Jean Vigo
- Les Maîtres fous (1955) – Jean Rouch
- Nuit et broillard (1955) – Alain Resnais
- La jetée (1961) – Chris Marker (remake tego filmu z 1995 to 12 małp Terry'ego Gilliama)

Słynne polskie filmy krótkometrażowe:
- Witkacy z Niną w Warszawie (1927)[3][4] – Stanisław Ignacy Witkiewicz (komedia)
- Calling mr. Smith (1943) – Stefan Themerson (antynazistowski)
- Ambulans (1961) – Janusz Morgenstern (Holokaust)